# Терра, Габриэль
Хосе Луис Габриэль Терра Лейвас (исп. José Luis Gabriel Terra Leivas, 1 августа 1873 — 15 сентября 1942) — государственный и политический деятель Уругвая, занимал должность президента Уругвая с 1 марта 1931 года по 19 июня 1938 года.

## Биография
Родился 1 августа 1873 года в Монтевидео, его родителями были Хосе Ладислао Терра Сильвейро и Хоакина Лейвас-и-Кабальеро. В 1895 году окончил юридический факультет Республиканского университета Уругвая. При президентах Клаудио Вильимане и Бальтасаре Бруме был министром. С 1903 по 1911 годы входил в состав Национального Совета Администрации.В 1914 году Габриэль Терра принимал участие в качестве делегата в финансовой конференции в Вашингтоне.
В 1929 году скончался президент Уругвая Хосе Батлье-и-Ордоньес и Габриэль Терра стал одним из кандидатов на пост президента во время выборов в 1930 году. С самого начала он выступал оппонентом Конституции 1918 года. В 1933 году Габриэль Терра осуществил переворот (при поддержке полиции, которую возглавлял Альфредо Бальдомир, и большинства в Национальной партии, возглавляемого Луисом Альберто де Эррерой) и распустил парламент. Наступил период, известный в истории Уругвая как «диктатура Терры».
Терра создал консервативное, авторитарное и антилиберальное правительство, противостоящее «батльеизму» и левым. В 1934 году организовал в стране проведение референдума по принятию новой конституции государства, которая действовала до 1942 года и благодаря этому с 22 марта стал считаться переизбранным президентом страны. В 1935 году разорвал дипломатические отношения с СССР (первый посол прибыл в предыдущем году), в 1936 году признал правительство Франсиско Франко в Испании. Наладил связи с фашистскими Германией и Италией, от которых получил средства для строительства плотины Ринкон-дель-Бонете.
На президентские выборы 1938 года, проведённые в соответствии с Конституцией 1934 года, не были допущены приверженцы «батльеизма» и представители Независимой Национальной партии, и на них с лёгкостью победил Альфредо Бальдомир.
15 сентября 1942 года Габриэль Терра скончался в Монтевидео.